# Stadtwerke Schramberg
Die Stadtwerke Schramberg GmbH & Co KG ist der Eigenbetrieb der Großen Kreisstadt Schramberg im Schwarzwald zur Energie- und Wasserversorgung. Daneben betreibt das Unternehmen Kläranlagen, zwei Schwimmbäder und ein Parkhaus in Schramberg. Vorsitzende der Gesellschaft im Aufsichtsrat ist Oberbürgermeisterin Dorothee Eisenlohr.
Die Stadtwerke sind Mitglied im „Kooperationsnetz Baden-Württemberg“, einem Zusammenschluss von Unternehmen der Energiewirtschaft in Baden-Württemberg.

## Bäder und Parkhaus
Die Schwimmbäder und das Parkhaus Schramberg wurden in die Sparte „Stadtwerke Schramberg Eigenbetriebs e.K.“ ausgelagert. „In diese Gesellschaft sind die Betriebe ausgegliedert, die mehr kosten als sie bringen oder bestenfalls kostendeckend arbeiten.“ schrieb der Schwarzwälder Bote 2014 zum Zweck der Gesellschaft.